# Población

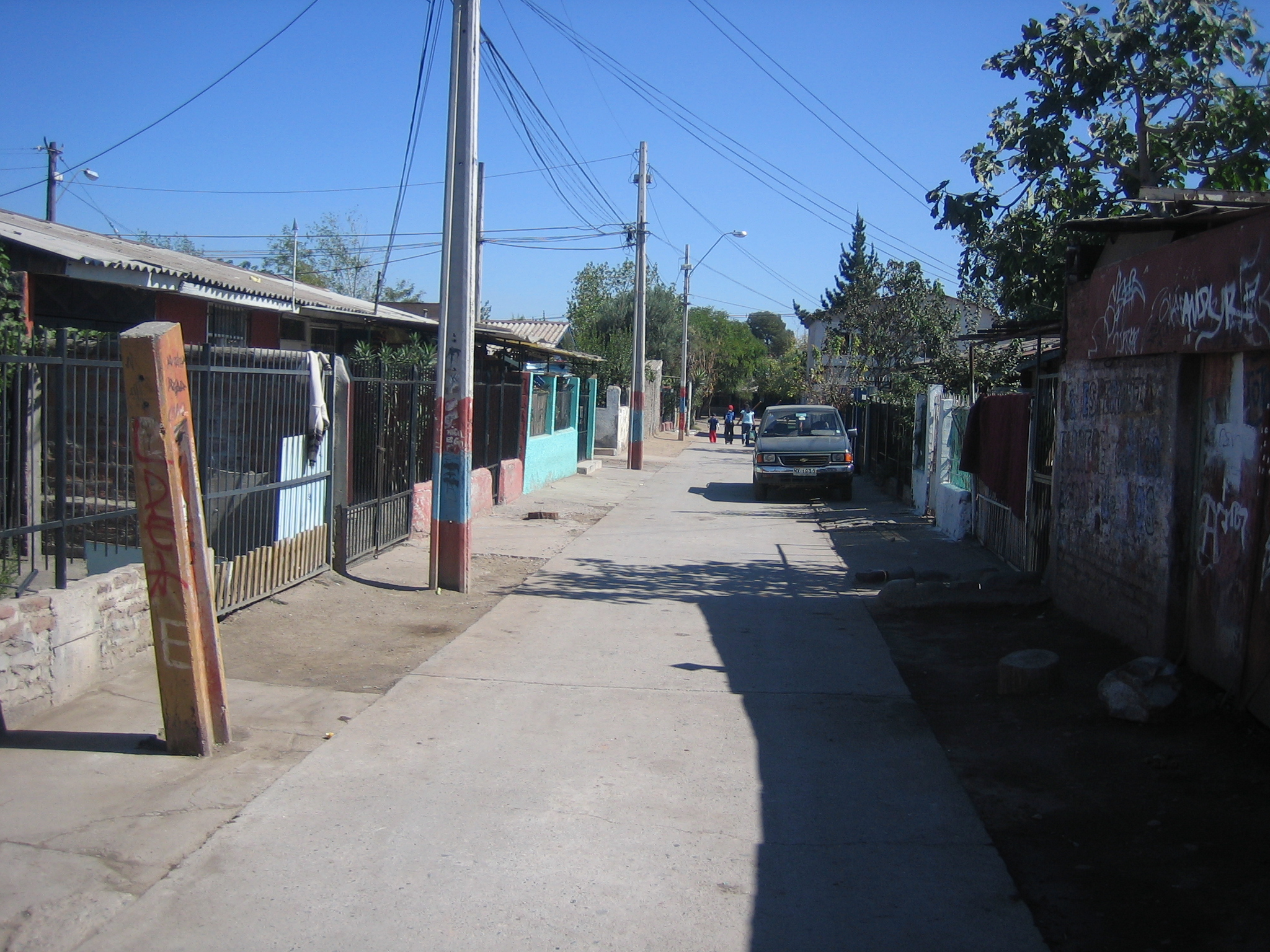
Die Población Nogales

Als poblaciones (spanisch für Population) werden die Armenviertel in den Städten Chiles bezeichnet.

## Einteilung
Man unterscheidet poblaciones Callampas, die durch die geräuschlose Besetzung von wertlosem Land, etwa an Abwasserkanälen oder unter Autobahnbrücken entstehen und tomas de terrenos (Landnahmen). Dabei besetzt eine größere organisierte Gruppe koordiniert ein Stück Land an der Peripherie der Stadt.

## Ausmaß
Verschiedene Studien gehen heute davon aus, dass im Großraum Santiago etwa 33 % bis 41 % der Bevölkerung in poblaciones lebt. Wichtig ist, dass nicht mehr alle pobladores in Armut leben, sondern einzelne Straßenzüge durchaus die untere Mittelschicht beherbergen.

## Geschichte

### Anfänge
Die Geschichte der tomas de terreno begann in Chile am 30. Oktober 1957, als 1200 Familien aufgrund der miserablen Wohnraumsituation ein Stück Land am (damaligen) südlichen Rand von Santiago de Chile besetzten und die población La Victoria (deutsch: Der Sieg) gründeten. In den folgenden 15 Jahren folgten eine Reihe weiterer großer Landbesetzungen. Anfangs bestehen solche Siedlungen aus primitivsten Behausungen (campamento), werden jedoch mit der Zeit vor allem durch Eigenleistungen der pobladores auch infrastrukturell ausgebaut. Allerdings dauert es oft Jahrzehnte, bis auch nur primitive Versorgungseinrichtungen entstehen. Die Entwicklung verläuft aber auch innerhalb der poblaciones nicht homogen: So sind bis heute einzelne Teile der älteren, besser entwickelten poblaciones campamentos mit Papphütten und ohne asphaltierte Straßen, deren Bewohner nicht in die población integriert sind.

### Legalisierung
Ab den 60er Jahren und besonders unter Salvador Allende bis 1973 wurden zahlreiche dieser campamentos legalisiert und erhielten auch Anschluss an die städtische Infrastruktur. In dieser Zeit schaffte die Regierung außerdem Operaciones Sitios, Landparzellen mit der wichtigsten Infrastruktur, die günstig abgegeben wurden, damit sich die pobladores selber dort legal Häuser bauen konnten.

### Während der Diktatur
Nach dem Putsch von 1973 und der massiven Kürzung der Sozialleistungen organisierten sich die pobladores in einer ersten Phase vor allem, um die elementaren Grundbedürfnisse sicherzustellen. Es wurden zum Beispiel gemeinsame Suppenküchen geschaffen.
Zwischen 1983 und 1986 änderten sich die Ziele der pobladores: Zunehmend wurden sie neben den Studenten zur tragenden Kraft der Proteste gegen das Regime. Die ganze Zeit über ging die Pinochet-Diktatur äußerst repressiv gegen die pobladores vor. Zahlreiche wurden verhaftet, gefoltert und ermordet (etwa die Brüder Vergara Toledo) und in La Victoria wurde sogar die Luftwaffe eingesetzt.

### Sozialer Wohnungsbau
Sozialer Wohnungsbau im europäischen Sinne (also nicht nur die bloße Bereitstellung von Land) begann in größerem Maßstab erst unter der demokratischen Regierung Aylwin ab 1990.

## Verwendung der Bezeichnung Poblacion auf den Philippinen
Auf den Philippinen ist Poblacion häufig der Name des zentralen Barangays oder mehrerer im Zentrum einer Stadtgemeinde liegenden Barangays, beispielsweise Poblacion 1, Poblacion 2 und Poblacion 3 in Tagbilaran City. 